# Aeropuerto Internacional de Niamtougou
El Aeropuerto Internacional de Niamtougou  (en francés: Aéroport International de Niamtougou) (IATA: LRL, ICAO: DXNG) es un aeropuerto que sirve a la localidad de Niamtougou en el país africano de Togo. Tiene categoría de aeropuerto internacional y es el segundo más grande a nivel nacional después del Aeropuerto de Lomé - Tokoin .
El aeropuerto está situado en Baga, a 4 km ( 2,5 millas) al norte del centro de Niamtougou. El aeropuerto es utilizado principalmente por la Fuerza Aérea de Togo y por aviones civiles del gobierno, así como por servicios contratados y vuelos privados. Se han hecho intentos para programar los vuelos comerciales regulares para servir al Norte de Togo, como vuelos en la ruta de Air Burkina Uagadugú - Niamtougou - Lomé, pero hasta la fecha estos vuelos no han demostrado ser comercialmente viables. Hay una base de la gendarmería cerca de la carretera del aeropuerto.